# Portea
Genre
Classification phylogénétique
Portea est un genre de plantes de la famille des Bromeliaceae, endémique de la côte atlantique du Brésil.

## Liste des espèces
- Portea alatisepala Philcox
- Portea filifera L.B. Smith
- Portea fosteriana L.B. Smith
- Portea grandiflora Philcox
- Portea kermesina K. Koch
- Portea nana Leme & H. Luther
- Portea orthopoda (Baker) Coffani-Nunes & Wanderley
- Portea petropolitana (Wawra) Mez
  - var. noettigii (Wawra) L.B. Smith
- Portea silveirae Mez